# Carlos Oriel Wynter Melo
Carlos Oriel Wynter Melo (Ciudad de Panamá, Panamá, de 1971) es un escritor panameño autor de varias novelas y colecciones de cuentos, seleccionado en 2007 como uno de los 39 escritores más destacados de América Latina, por el festival Hay Festival.  
Culminó estudios literarios en la Secretaría de Cultura de Jalisco, en Guadalajara, México, donde vivió por siete años. 
Ha obtenido el premio Nacional de Cuento José María Sánchez (1998), un tercer lugar en el Nacional de Cuento Ignacio Valdés (2005), y una mención honorífica en el premio Centroamericano, versión Cuento, Rogelio Sinán (2010). 
En el año 2007, fue elegido como uno de los 39 escritores menores de 39 años más importantes de Latinoamérica en el marco de Bogotá 39, proyecto avalado por la UNESCO, la Secretaría de Cultura de Bogotá y un jurado de honor integrado por Héctor Abad Facioline, Piedad Bonnett y Óscar Collazos. Y, en el 2011, participó en la Feria del Libro de Guadalajara como uno de los 25 secretos literarios de América Latina. Ha estado presente en encuentros literarios de variados países del continente americano. 
Fue editor de la revista Letras de Fuego y del desplegable del mismo nombre que aparecía en el periódico La Estrella de Panamá. Fue vicepresidente de la Asociación de Escritores de Panamá. Creó la Fundación para la Gestión del Arte y la editorial FUGA (que es la primera editorial con componente de libros electrónicos en Panamá) en el 2010. En su momento, generó el blog FUGADOS, y actualmente mantiene un blog personal, www.carloswynter.com, y el de www.nuevosautores.net; además, realiza cursos virtuales literarios a través de la página www.escribirbien.net. Imparte talleres literarios desde el 2004. Cuenta ya con ocho libros de cuento y una novela, Nostalgia de escuchar tu risa loca, publicada en el 2013. Esta ha sido traducida al inglés, alemán, portugués, francés y húngaro.
Bibliografía
- Literatura olvidada (relatos, Universidad de Panamá, 2020)
- Panama: el dique, el agua y los papeles (crónica, Fuga ediciones, 2017)
- Las impuras (novela, Planeta, 2015)
- Mis mensajes en botellas de champaña (cuentos, Fuga ediciones, 2013)
- El plagio (cuento, ebooks Patagonia, 2012)
- Pecados (cuentos, Fuga ediciones, 2011)
- Invisible (cuentos, Fuga ediciones, 2005)
- Desnudas y otros cuentos (cuentos, FCS, 2001)